# Свиштовски мир
Свиштовски мир је назив мировног уговора који су у граду Свиштов у Османском царству (данас на територији Бугарске) потписали 4. августа 1791. године представници Аустрије и Османског царства, цар Леополд II и султан Селим III. Овим миром је окончан последњи аустријско-турски рат који је трајао од 1788. до 1791. године.

## Последице Свиштовског мира
Аустрија, која је у првим годинама Аустријско-турског рата била потискивана, је освојила Београд а затим Калафат. Аустријска савезница Русија је такође била успешна у рату са Османским царством. Упркос таквим успесима Аустрија је била присиљена да потпише Свиштовски мир у којем је добила изузетно мало у односу на ситуацију на терену (град Оршава и још два мала града). Основни разлози Аустрије за прихватање оваквих неповољних услова уговора о миру су:
1. напад Прусије, која је била савезник Османског царства
2. избијање Француске револуције

После Свиштовског мира Аустрија никада више није учествовала у ратовима које је Русија водила против Османског царства током 19. и 20. века.

## Последице Свиштовског мира по становнике Смедеревског санџака
Многи Срби су као добровољци активно учествовали на страни Аустрије. Овај период српске историје се назива Кочина крајина, по Кочи Анђелковићу, једном од команданата српских добровољаца. Свиштовски мир није донео Србима у Османском царству независност од турске власти, већ само амнестију због учешћа у рату на страни Аустрије. Да би смирио незадовољство вођа српског народа са територије Османског царства, турски султан Селим III је ферманима из 1793/1794. потврдио Србима раније органе власти, тако да су поред везира и кадије, селима управљали и кнезови, а у кнежинама оборкнезови. Тада је у Смедеревском санџаку било 45 кнежина; затим ферманом од априла 1796. године на чело 12 нахија бирани су обор-кнезови који су сами убирали порезе и предавали их властима, чак су делимично вршили и судску и управну власт у својим кнежинама. Међутим, сукоби са јањичарима, који су и даље хтели највишу власт и спахијама који су желели освету, због угроженог положаја, све више су заоштравани. Опште стање и размишљање српског народа, можда најсликовитије, огледа се у чувеном одговору кнеза Алексе Ненадовића, датом после претходног пребацивања за то што жели да се врати у Србију чиме би, тобоже, »издао« цара:
... Ја своје заклетве не преступам нити цара изневеравам и остављам, но цар оставља мене и сав народ српски, као његови стари што су наше прадеде остављали, зато идем натраг преко Саве, а немам писара нити других учених људи, но ћу ићи од манастира до манастира и казивати сваком калуђеру и попу да у сваком манастиру запишу, да више никад тко је Србин Немцу не верује.
У том рату Срби су последњи пут устали да се боре за интересе другога.
Доласком новог паше Абу Бекира, ситуација у Смедеревском санџаку се доста изменила. Приликом његове посете Нишу, организовано је убиство тадашњег предводника јањичара, Дели-Ахмета кога је с леђа убио један од пашиних слуга. Одмах, након тога, посебним ферманом паша је наредио јањичарима да се уклоне из Смедеревског санџака. Јањичари су се претежно склонили у суседне покрајине. У наредном периоду у Србији долази до оживљавања привреде, а тако је било у Србији на почетку владавине Хаџи Мустафе, наследника Абу Бекира. Чак су за време његове владавине неки Срби као Алекса Ненадовић дошли до положаја обор-кнезова због чега су новог пашу неки називали „српском мајком“.